# エクス・カテドラ
エクス・カテドラ（ex cathedra）とは、ローマ・カトリック教会の用語で、ローマ教皇（教皇）が持つ権威（または職権）のうち、最高のものとされるもの。またその行使による教理宣言。聖座宣言、または教皇座宣言とも訳される。教会においてこの権威は、首位権および不可謬(ふかびゅう)性が成り立つと考えられている。ただし、単に裁治権においての首位を有する教皇の一般的な権威を指す場合はローマ使徒座という言い方で区別される。なお、ラテン語のカテドラ（cathetra）とは、司教座のことを意味する。

## 関連記事
- 教皇首位説
- 教皇不可謬説